# Kajsa Ebbegård
Kajsa Ebbegård (född Björner, senare omgift Tesch och verksam under namnet Kajsa Tesch), född den 5 juli 1917 i Ytterlännäs församling, död den 11 september 1971 i Lovö församling, var en svensk målare.
Ebbegård var dotter till Alfred Björner och Hilda Norlin och från 1950 gift med arkitekten Nils Erik Martin Tesch.  
Hon studerade konst vid Otte Skölds målarskola 1946 och Grünewalds målarskola i Stockholm 1947 samt genom självstudier under resor till bland annat Paris, Spanien, Italien och Grekland. Tillsammans med fyra andra konstnärer ställde hon ut i Örebro och Kristianstad 1958 och hon medverkade i ett par av Sveriges allmänna konstförenings salonger i Stockholm, Liljevalchs Stockholmssalonger 1958–1960 och Föreningen Svenska Konstnärinnors utställning på Konstakademien 1960. Hennes konst består av storformatiga lätt naiviserande interiörer, porträtt, djurbilder, stilleben och landskapsmålningar ofta med vintermotiv utförda i olja eller akvarell. Hon medverkade i utställningar med Sveriges allmänna konstförening.